# Данже Сен Ромен
Данже Сен Ромен (фр. Dangé-Saint-Romain) насеље је и општина у западној Француској у региону Поату-Шарант, у департману Вијена која припада префектури Шателро.
По подацима из 2011. године у општини је живело 3112 становника, а густина насељености је износила 88,94 становника/km². Општина се простире на површини од 34,99 km². Налази се на средњој надморској висини од 61 метар (максималној 127 m, а минималној 37 m).

## Демографија
| 1962. | 1968. | 1975. | 1982. | 1990. | 1999. | 2011. |
| ----- | ----- | ----- | ----- | ----- | ----- | ----- |
| 1.594 | 2.018 | 2.530 | 2.839 | 3.150 | 3.135 | 3.112 |

График промене броја становника у току последњих година